# Diradops wiensi
Diradops wiensi là một loài tò vò trong họ Ichneumonidae.